# Der letzte Tanz (2014)
Der letzte Tanz ist ein österreichischer Spielfilm. Zwischen dem Zivildiener Karl Streiner und der Alzheimer-Patientin Julia Ecker entsteht eine emotionale Beziehung, in der es zu einem Geschlechtsverkehr kommt. Dieser wird von der Oberschwester entdeckt. Karl wird verhaftet, als Vergewaltiger angeklagt und verurteilt.
Der Film wurde 2013 unter dem Arbeitstitel 2 Akte gedreht.

## Handlung
Am Beginn des Films (schwarz / weiß) wird Karl Streiner zu Hause, bei seiner Mutter, verhaftet. Der Grund bleibt zunächst unklar. Karls Mutter sucht Unterstützung bei Karls Freundin Nathalie Fürst und ihren sehr wohlhabenden Eltern. Ein mit der Familie Fürst befreundeter Rechtsanwalt übernimmt Karls Vertretung. Allmählich stellt sich heraus, dass Karl eine Straftat mit sexuellem Hintergrund vorgeworfen wird. Mehrere Polizeibeamte deuten an, dass ihnen Sexualverbrecher besonders widerwärtig sind. Da Karl im Fall einer Verurteilung eine hohe Haftstrafe erwartet, versucht der Anwalt, eine Einstufung als geistig abnormer Rechtsbrecher zu erreichen: Damit käme Karl nicht ins Gefängnis, sondern in eine geschlossene Anstalt, aus der er bei gutem Eindruck verhältnismäßig früh entlassen werden könnte. Allerdings zeigt sich Karl in der U-Haft zeitweise aggressiv.
Rückblende, „3 Monate davor“ (in Farbe): Karl hat Wirtschaft studiert und wird als Zivildiener an eine Geriatrische Abteilung eines Krankenhauses versetzt. Die Abteilung wird von der überaus resoluten Oberschwester Regina autoritär geführt. Karl versucht, die Patienten ernst zu nehmen und kümmert sich besonders um die Alzheimer-Patientin Frau Ecker, indem er ihr z. B. vorliest und Musik besorgt.
Frau Ecker wird als Alzheimer-Patientin behandelt; Karl gelangt aber immer mehr zur Überzeugung, dass sie weniger an Demenz leidet als vielmehr hauptsächlich depressiv ist. Sie reagiert ganz anders als andere Alzheimer-Patienten, äußert ihre Meinung gegenüber dem Regime von Oberschwester Regina („Feldwebel“) und verweigert die Einnahme von Medikamenten, weil ihr die Wirkung unklar ist („Giftmischer“). Sie kotet ein, kann aber mit Karl plötzlich wieder gehen und lässt sich von ihm auf die Toilette führen. Ihre Krankengeschichte bleibt vage, aber offenbar gab es große familiäre Probleme.
Karl lernt im Bus seine Schulkollegin Nathalie wieder kennen. Sie beginnen eine Beziehung. Gleichzeitig entsteht eine starke emotionale Bindung zwischen Karl und Frau Ecker. Karl liest Frau Ecker aus dem Roman Die Geier-Wally  vor, geht mit ihr spazieren und besorgt ihr einen mp3-Player und Kopfhörer. Diese Bindung wird von der Oberschwester erkannt und als Störung identifiziert, da sie Frau Ecker „weckt“ und schwerer kontrollierbar macht. Die Oberschwester veranlasst deshalb die Versetzung Karls auf eine andere Station. Als Frau Ecker von der Versetzung Karls erfährt, verführt sie ihn in seinem letzten Nachtdienst. Dabei kommt es zu einem (im Film allerdings nicht sichtbaren) Geschlechtsverkehr, der von der Oberschwester entdeckt wird.
Wieder zurück zur Gerichtsverhandlung (schwarz-weiß): Der Staatsanwalt brieft Oberschwester Regina bei Gericht, dass es auf ihre Aussage ankomme, da die Patientin nicht mehr befragt werden könne. Nach der Verhandlung wird Karl von der Polizei abgeführt; ein Strafausmaß wird im Film nicht genannt. Auch bleibt unklar, ob er zu einer Haftstrafe verurteilt wurde oder in eine geschlossene Anstalt eingewiesen wird. Die letzte Schwarz-weiß-Szene zeigt ihn, wie er unter Anweisung in einem engen Hof mit vergitterten Fenstern Schnee schaufelt.
Der Film endet damit, dass Frau Ecker zur Musik aus ihrem mp3-Player (Maria Callas in der Titelrolle der Oper La Wally) in der Krankenstation tanzt und dabei sichtlich glücklich ist.

## Motive und Themen
Motive und Themen des Films sind die tatsächlich gegebenen Zustände in der stationären Pflege alter Menschen (bei Oberschwester Regina sind Anklänge an Schwester Ratched aus Einer flog über das Kuckucksnest nicht zu übersehen; auch der Name der Schwester ist sprechend) und die Einschränkungen besonders auch an sexueller Freiheit, die einerseits mit Pflege bzw. Pflegebedürftigkeit an sich und andererseits mit der Rollenzuschreibung an alte Frauen (Frau Ecker bezeichnet sich selbst als „Hexe“) verbunden sind. Nebenmotive sind Mutter-Sohn-Beziehung, die Zustände in U-Haft und die Machtlosigkeit an sich vernünftiger Menschen im System des Strafvollzugs.

## Preise

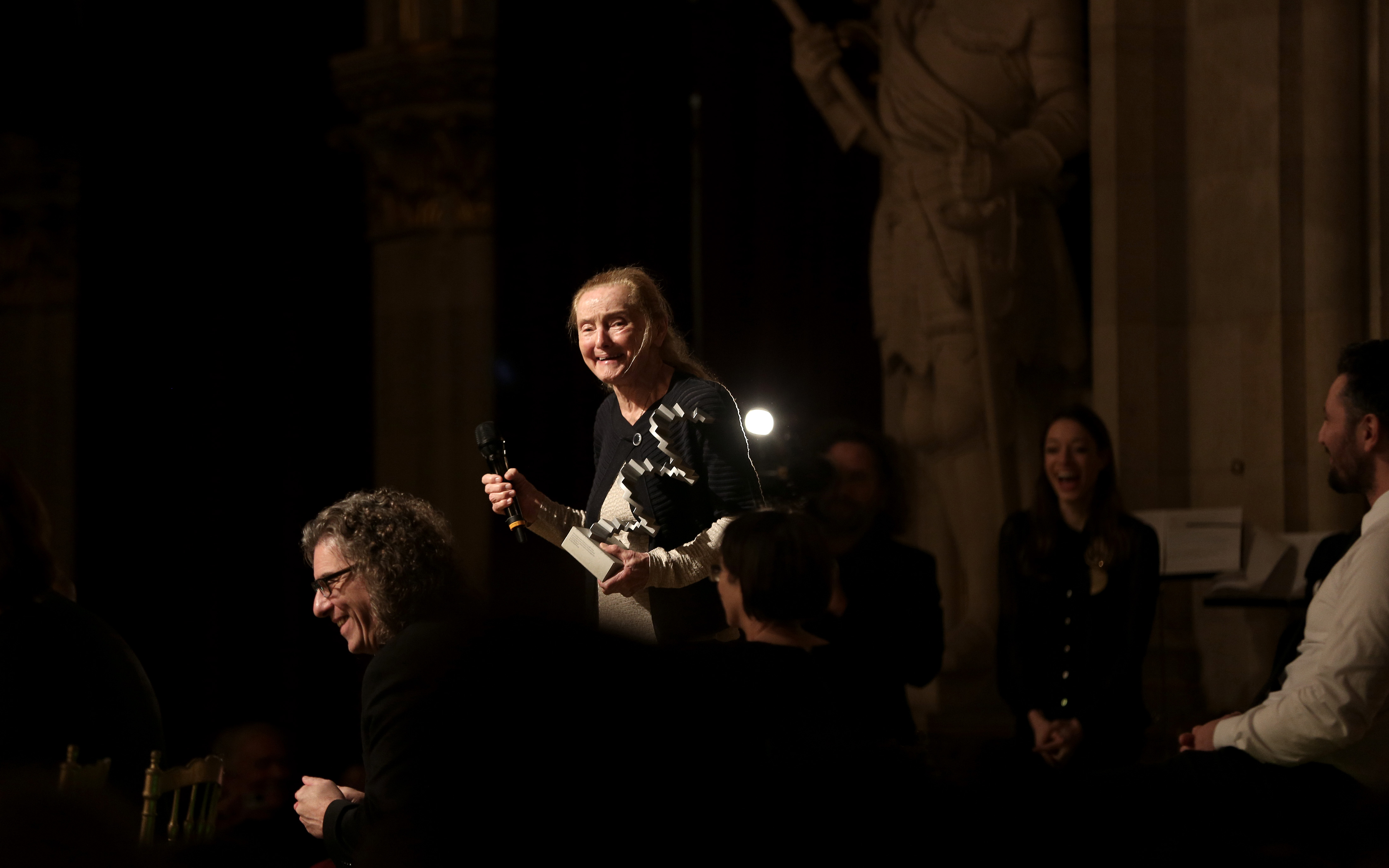
Erni Mangold (Österr. Filmpreis 2015)

- Großer Diagonale-Filmpreis 2014 als bester österreichischer Spielfilm
- Diagonale-Schauspielpreis 2014 für Erni Mangold
- Österreichischer Filmpreis 2015: Erni Mangold als beste Darstellerin, Daniel Sträßer nominiert als bester Darsteller